# Parco nazionale del Lushan
Il parco nazionale del Lushan (in cinese
庐山第四纪冰川国家地质公园, letteralmente "geoparco nazionale della glaciazione quaternaria del Lushan") è un parco nazionale che si trova sul Monte Lushan, nella provincia di Jiangxi, in Cina. Si estende su una superficie di 500 chilometri quadrati.
Nel parco, caratterizzato da splendidi paesaggi e molto frequentato dagli stessi turisti cinesi, si trovano notevoli sollevamenti geologici risalenti all'era Quaternaria; sono inoltre presenti numerosi templi buddhisti e taoisti oltre che luoghi sacri al Confucianesimo.
Nel 1996 il parco è stato inserito nell'elenco dei Patrimoni dell'umanità dell'UNESCO.

## Collegamenti esterni

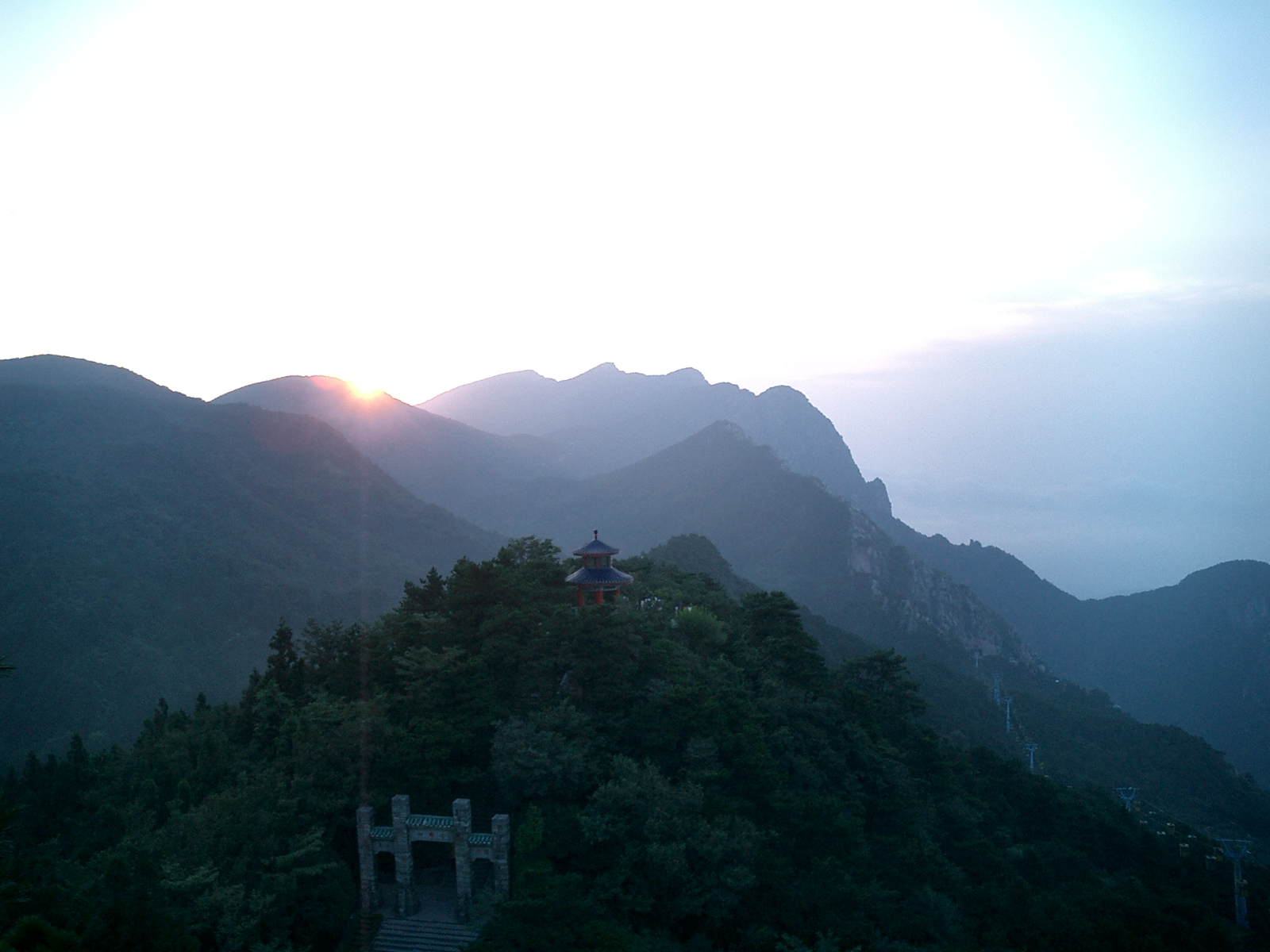
Il monte Lu all'alba